# Maria Luiza Kfouri
Maria Luiza Amaral Kfouri (São Paulo, 11 de fevereiro de 1954 – 03 de julho de 2023) foi uma jornalista e musicóloga brasileira. Foi coordenadora musical da Gazeta FM em 1988, ano em que a emissora recebeu - da Associação Paulista de Críticos de Arte (APCA) - o prêmio de melhor programação musical.

## Biografia
Entre 1989 e 1995, foi diretora da Rádio Cultura AM de São Paulo, onde co-dirigiu e co-produziu as séries Noel Rosa, as Histórias e os Sons de uma Época (1991); Elis. Instrumento: Voz. Uma Travessia em 6 Tempos (1992) – prêmio APCA; Vinícius. Poesia, Música e Paixão (1993) – prêmio APCA; Caymmi por Ele Mesmo (1994) – prêmio APCA.
Maria Luiza foi autora da Cronologia e Discografia que estão na segunda parte do livro Furacão Elis, lançado originalmente em 1985.
Em 2004 escreveu os capítulos Breve Histórico do Violão e Grandes Mestres do livro Violões do Brasil, projeto organizado por Myriam Taubkin que envolve, ainda, um CD duplo e um DVD.
Em 2005 escreveu o capítulo História, do livro Um Sopro de Brasil, projeto também organizado por Myriam Taubkin e o site Discos do Brasil entrou na internet.
Em 2006, ao lado de Fernando Barcelos Ximenes, criou e desenvolveu o projeto Músicos do Brasil: Uma Enciclopédia Instrumental, que conta com o patrocínio da Petrobras.

## Vida pessoal
Maria Luiza era irmã do jornalista Juca Kfouri, sendo, por conseguinte, descendente de libaneses.

## Morte
Maria Luiza morreu em 3 de julho de 2023, aos 69 anos, vitimada por um câncer.